# Зупа инглесе
Зупа инглезе (итал. Zuppa inglese, дос. ’English soup’ - енглеска супа) је италијански десерт који се прави комбинацијом крема од јаја са пишкотама или бисквитом натопљеним италијанским црвеним ликером Алкермес (Alchermes).

## Име
Реч зупа, односно soup (дос. ’супа’) у италијанској кухињи се односи како на слана, тако и на слатка јела. У основи речи је глагол inzuppare, што значи "натопити". Пошто се пишкоте, односно бисквит натапају ликером, ово јело се зове ”зупа”. Такође, на пример, и густи пасуљ са поврћем или чорба од рибе или шкољки зову се ”зупа” (zuppa di verdure, zuppa di pesce и тд).
Постоје и друге теорије о пореклу имена. Једна од њих је да је то десерт који су током 19. века измислили напуљски посластичари, инспирисан енглеским пудинзима, који су у то време били модерни.

## Историја
Не зна се поуздано како је овај слаткиш настао. Према једној теорији, настао је у 16. веку, у доба династије Есте, владара Фераре, који су тражили од својих кувара да направе посластицу налик на енглески трајфл, какав су јели у Енглеској на елизабетанском двору, где су били чести гости. Међутим, први рецепт за ово јело забележен је тек крајем 19. века, када се појављује у куварима из региона Емилија-Ромања, Лацијум, Марке и Умбрија.
Према другој теорији, овај десерт који су измислили напуљски посластичари у 19. веку, по угледу на енглеске пудинге који су у то време били модерни.

## Састав
Један од главних састојака овог слаткиша је црвени ликер Алкермес. Овај ликер је богат аромама каранфилића, мушкатног орашчића, кардамома, цимета, ваниле и аниса. Карактеристичну гримизну боју дугује пигменту који се добија од кермеса, једне врсте инсекта. Ова боја се вековима користила за бојење како хране, тако и тканина.
Данас се у производњи овог ликера користе вештачки пигменти, али је овај црвени ликер остао популаран у Тоскани и на Сицилији.

### Рецепт
Сам десерт врло је једноставно направити. Лак је, кремаст и веома укусан.
- 6 жуманаца
- 250 g шећера
- 400 ml млека
- 50 g густина
- 1 махуна ваниле
- 100 ml павлаке за шлаг
- 100 g чоколаде за кување
- 200 ml воде
- већи комад лимунове коре (по жељи)
- 1 паковање пишкота (или бисквит)
- 100мл ликера Алкермес

#### Припрема крема
У посуду ставити млеко, павлаку за шлаг, махуну ваниле и помешати. Грејати док прокључа. Кад прокључа извадити махуну и повадити из ње семенке.
Жуманца умутити са половином припремљеног шећера, па у ту смесу додати густин и семенке ваниле из махуне. Смесу лагано сипати у врело млеко, непрестано мешајући. Кувати на лаганој ватри све док крем не постане густ. По жељи се у крем током кувања може додати већи комад лимунове коре, која се након кувања извади.
Добијени крем поделити на два дела. Један треба да остане жут, а други део је тамни, па у њега треба додати чоколаду. Оба крема оставити да се охладе.

#### Припрема колача
Преосталу количину шећера помешати са водом и кувати док се не направи редак сируп. Када се сируп прохлади додати ликер Алкермес како би се добила црвена боја сирупа за преливање пишкота.
На дно посуде поређају се пишкоте (или бисквит), па се преко њих кашичицом сипа црвени сируп. Преко тога се премаже жути крем, па поново ред пишкота преливен сирупом, па ред тамног крема и тако до врха.
Готов колач украшава се шлагом на врху. У Италији се понекад украшава и пуслицом или бадемима.
Колач се може припремати и тако што се у засебним мањим посудама свака порција припрема појединачно.

### Ђелато укус
Зупа инглесе такође је и веома популаран укус ђелата, односно италијанског сладоледа.